# Städten
Städten ist ein Ortsteil der Gemeinde Seelitz im sächsischen Landkreis Mittelsachsen. Er entstand am 1. April 1935 durch Zusammenschluss der Orte Großstädten und Kleinstädten. Am 1. Juli 1950 wurde Städten nach Zetteritz eingemeindet, mit dem der Ort am 1. Januar 1994 zur Großgemeinde Seelitz kam.

## Geografie

### Geografische Lage
Städten liegt im Südosten der Großgemeinde Seelitz. Kleinstädten bildet die nördliche und Großstädten die südliche Gemarkung des Ortsteils. Beide sind lediglich durch eine Wiese getrennt. Westlich des Orts entspringt ein Zufluss des Erlbachs, welcher wiederum in die Zwickauer Mulde mündet. Die Staatsstraße 250 führt östlich am Ort vorbei.

### Nachbarorte
| Pürsten   | Zschauitz                                   | Gröbschütz      |
| Kolkau    | Kompassrose, die auf Nachbargemeinden zeigt | Zetteritz       |
| Bernsdorf | Winkeln                                     | Topfseifersdorf |

## Geschichte

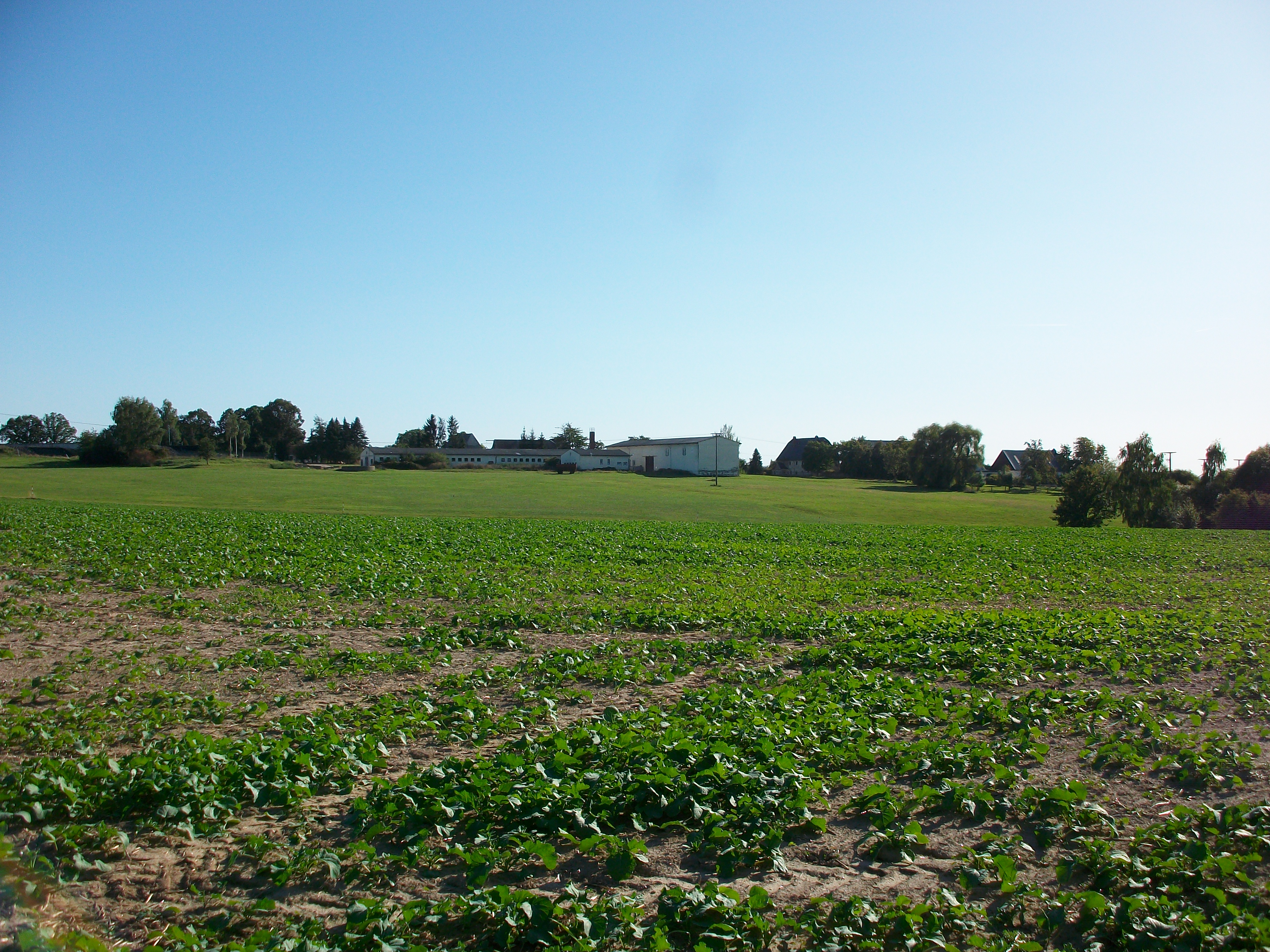
Blick auf Großstädten

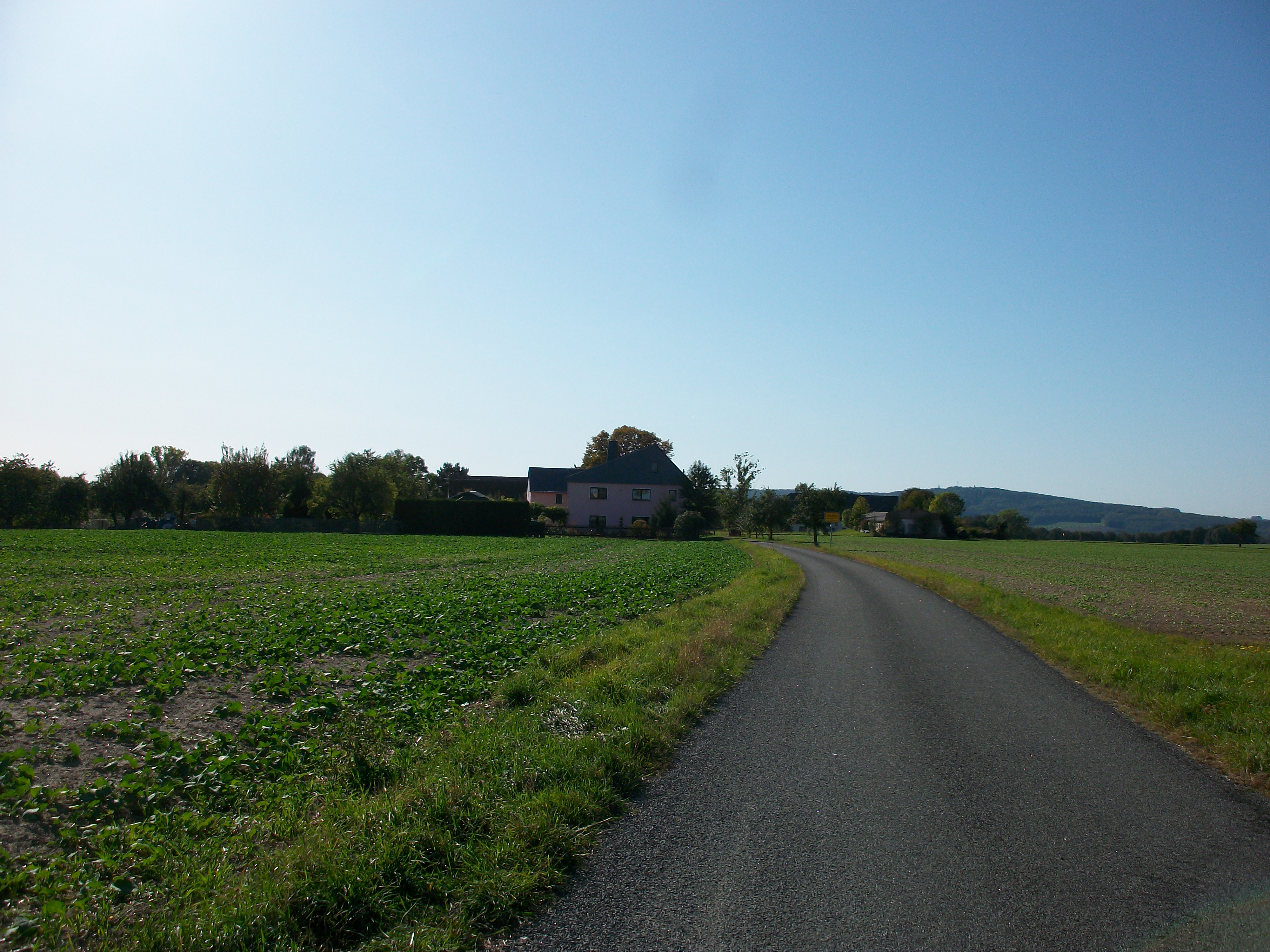
Blick auf Kleinstädten

Im Jahr 1378 wurde Großstädten als „Skoden magnum (major)“ und Kleinstädten als „Skoden parvum (minor)“ erwähnt. Bezüglich der Grundherrschaft gehörte Großstädten um 1548 anteilig zum Rittergut Schnaditz (bei Bad Düben in Nordsachsen) und als Amtsdorf direkt zum Amt Rochlitz. Kleinstädten war um 1548 bezüglich der Grundherrschaft anteilig der Pfarre und dem Rat zu Rochlitz und zu einem weiteren Anteil als Amtsdorf dem Amt Rochlitz unterstellt. Nach 1764 waren Groß- und Kleinstädten bis 1856 als Amtsdörfer komplett dem kursächsischen bzw. königlich-sächsischen Amt Rochlitz unterstellt. Kirchlich sind beide Orte seit jeher nach Seelitz gepfarrt. Bei den im 19. Jahrhundert im Königreich Sachsen durchgeführten Verwaltungsreformen wurden die Ämter aufgelöst. Dadurch kamen Groß- und Kleinstädten im Jahr 1856 unter die Verwaltung des Gerichtsamts Rochlitz und 1875 an die neu gegründete Amtshauptmannschaft Rochlitz.
Am 1. April 1935 vereinigten sich Großstädten und Kleinstädten zur Gemeinde Städten, welche am 1. Juli 1950 nach Zetteritz eingemeindet wurde. Durch die zweite Kreisreform in der DDR im Jahr 1952 wurde Städten als Ortsteil der Gemeinde Zetteritz dem Kreis Rochlitz im Bezirk Chemnitz (1953 in Bezirk Karl-Marx-Stadt umbenannt) angegliedert, der ab 1990 als sächsischer Landkreis Rochlitz fortgeführt wurde und 1994 im neu gebildeten Landkreis Mittweida bzw. 2008 im Landkreis Mittelsachsen aufging. Durch die Eingemeindung der Gemeinde Zetteritz mit ihren Ortsteilen nach Seelitz ist Städten seit dem 1. Januar 1994 ein Ortsteil der Großgemeinde Seelitz.

## Kulturdenkmale und Sehenswürdigkeiten
Für die Kulturdenkmale des Ortes siehe die Liste der Kulturdenkmale in Städten.